# Rhynchosia cliffordii
Rhynchosia cliffordii là một loài thực vật có hoa trong họ Đậu. Loài này được Hutch. & E.A.Bruce miêu tả khoa học đầu tiên.